# Sociálně demokratická strana (Portugalsko)
Sociálně demokratická strana (portugalsky Partido Social Democrata, PSD) je portugalská středo-pravicová politická strana, která byla založena 6. května 1974 dva týdny po Karafiátové revoluci. Strana byla založena jako Demokratická lidová strana, v roce 1976 se přejmenovala na stávající název. V současnosti je jednou ze dvou hlavních politických stran portugalské politické scény.